# Č
Č, č — літера розширеного латинського алфавіту, утворена буквою C з додаванням гачека, що зазвичай позначає глухий заясенний африкат /t͡ʃ/, який відповідає українській кириличній літері ч.

## Походження
Символ з'явився в чеському алфавіті у XV столітті в результаті реформ Яна Гуса. З того часу його було введено Людевитом Гаєм до хорватської абетки (хорв. Gajica) у 1830 році. Також літера існує в словацькій, словенській, боснійській, сербській, чорногорській, латиській та литовській мовах.

## Вживання
У хорватській, словенській, боснійській та кількох інших мовах Č є четвертою літерою абетки. У чеській, північносаамській, литовській та латиській літера в алфавіті стоїть на п'ятому місці, у словацькій — на шостому.
Є еквівалентом кириличної літери Ч у білоруському латинському алфавіті та в різних проєктах української латиниці, наприклад в історичному проєкті Їречека, хоча в «Абецадло» Йосипа Лозинського для позначення звуку /t͡ʃ/ використовується диграф Cz cz з польської мови. є еквівалентом кириличної літери Ч, також може зустрічатися в латинській формі запису російської та болгарської мов. Окрім цього, присутня в затверджених латинських алфавітах сербської, чорногорської та македонської мов.
У фонетичній транскрипції праслов'янської мови символ č використовують для позначення звука [t͡ʃ].

## Транслітерації
Літера також використовується для передачі латинською абеткою кириличної ч у системах наукової транслітерації та ISO 9, тобто вживається в латинізаціях української, білоруської, македонської, болгарської, сербської та башкирської мов.

## Кодування
| Графема | Юнікод | LaTeX |
| ------- | ------ | ----- |
| Č       | U+010C | \v{C} |
| č       | U+010D | \v{c} |